# 中島秀人
中島 秀人（なかじま ひでと、1956年7月12日 - ）は、日本の科学技術史学者。東京工業大学名誉教授。博士（学術）（東京大学）

## 来歴・人物
東京都生まれ。1980年、東京大学教養学部科学史科学哲学卒業、1985年、同大学院理学系研究科博士課程満期退学。95年「ロバート・フックの科学研究 天文学・光学研究を中心として」で学術博士。1988年東京大学先端科学技術研究センター助手、1995年東京工業大学助教授、2007年准教授、2010年教授。2022年定年退任、名誉教授。
1996年11月、初の著書『ロバート・フック ニュートンに消された男』で、1997年度大佛次郎賞を受賞。2006年、『日本の科学/技術はどこへいくのか』でサントリー学芸賞受賞。

## 単著
- 『ロバート・フック ニュートンに消された男』朝日選書 1996/「ニュートンに消された男 ロバート・フック」角川ソフィア文庫 2018
- 『ロバート・フック』朝倉書店 1997
- 『日本の科学/技術はどこへいくのか』岩波書店 2006
- 『社会の中の科学』放送大学 2008

### 共編著
- 『科学論の現在』金森修共編著 勁草書房, 2002
- 『エンジニアのための工学概論 科学技術社会論からのアプローチ』編著.ミネルヴァ書房,2010
- 『岩波講座現代』全9巻 大澤真幸,佐藤卓己, 杉田敦,諸富徹共編集委員. 岩波書店, 2015-17

### 翻訳
- アーサー・オードヒューム『永久運動の夢』高田紀代志共訳 朝日選書, 1987　のちちくま学芸文庫
- ジョン・ザイマン『科学と社会を結ぶ教育とは』竹内敬人共訳 産業図書, 1988
- マーガレット・ジェイコブ『ニュートン主義者とイギリス革命』学術書房, 1990
- ヘンリー・ペトロスキー『橋はなぜ落ちたのか 設計の失敗学』綾野博之共訳 朝日選書, 2001
- スティーヴ・フラー『我らの時代のための哲学　トーマス・クーン/冷戦保守思想としてのパラダイム論』監訳 梶雅範,三宅苞訳.海鳴社,2009.12.
- マイケル・ストレーベンス『科学の哲学 世界を一変したブレイクスルーの思考法』 (ニュートン新書) 監訳, 岡嶋由紀 訳. ニュートンプレス, 2022.12